# 昌傅镇
昌傅镇，是中华人民共和国江西省宜春市樟树市下辖的一个乡镇级行政单位。

## 行政区划
昌傅镇下辖以下地区：
城头街社区、安岗村、城头村、孟塘村、太平村、港口村、马青村、洛湖村、安阳村、下房村、新江村、袁江村、忠心村、港东村、塘边村、蓝溪村、邹岗村、昌付村、长兰村和富塘村。